# Chrysops melaenus
Chrysops melaenus är en tvåvingeart som beskrevs av James Stewart Hine 1925. Chrysops melaenus ingår i släktet Chrysops och familjen bromsar. Inga underarter finns listade i Catalogue of Life.